# 바비 (2006년 영화)
《바비》(영어: Bobby)는 2006년 개봉한 미국의 드라마 영화이다. 1968년 로버트 F. 케네디 상원 의원의 암살 사건을 배경으로, 로스앤젤레스 앰배서더 호텔에서 벌어진 사건 전후 몇 시간 동안의 이야기를 다룬다. 영화는 1960년대의 시대적 배경과 함께 케네디의 죽음이 여러 인물들의 삶에 미친 영향을 보여준다.
2006년 제63회 베네치아 국제 영화제 황금사자상 경쟁작이며, 2007년 제64회 골든 글로브상에서 드라마 영화 부문 작품상과 주제가상 후보에 올랐다.

## 줄거리
영화는 로버트 F. 케네디 상원 의원의 실제 뉴스 영상과 함께 다양한 가상 인물들의 이야기를 교차하며 시대 분위기와 희망을 재현한다.
이 영화에 등장하는 인물들은 다음과 같다. 호텔 도어맨으로 은퇴 후 로비에서 친구와 체스를 두는 존 케이시, 전쟁터인 베트남에 파병되는 대신 독일 기지에 배치되려는 희망에서 친구 다이앤과 결혼하는 윌리엄, 하락세의 가수 버지니아 팰런과 남편이자 매니저인 팀 그리고 에이전트 필, 호텔 미용실에서 일하는 미리엄 에버스, 아내 미리엄 몰래 바람을 피우는 호텔 매니저 폴 에버스, 폴의 바람 상대인 호텔 전화교환원 앤절라, 인종차별적 태도로 해고되는 식음료 매니저 대릴 티먼스, 흑인 부주방장 에드워드 로빈슨과 식당에서 그릇 치우는 담당인 멕시코계 호제이와 미겔, 호텔 커피숍 종업원 수전, LSD를 경험하는 케네디 선거 운동 자원봉사자 지미와 쿠퍼, 선거 자금 기부자인 사교계 인사 부부 서맨사와 잭, 선거 사무장 웨이드, 앤절라의 동료인 퍼트리샤를 사랑하는 직원 드웨인, 그리고 케네디와의 인터뷰를 갈망하는 체코슬로바키아 기자 렌카 야나치코바 등이다.
영화 후반부에 케네디가 민주당 대선 후보 당선 수락 연설 직후 총에 맞는 충격적인 사건이 벌어진다. 시르한 시르한이라는 남성이 암살범으로 체포되고, 케네디는 호제이의 보호 아래 응급 처치를 받는다. 케네디의 연설 장면과 함께 서맨사, 대릴, 쿠퍼, 지미, 윌리엄 등이 총격으로 부상당한 사실이 밝혀진다. 케네디는 다음 날 아침 부인 에설이 지켜보는 가운데 사망하고, 다른 부상자들은 살아남는 것으로 마무리된다.

## 출연진
- 해리 벨러폰티 - 넬슨 역
- 조이 브라이언트 - 퍼트리샤 역
- 닉 캐넌 - 드웨인 클라크 역
- 에밀리오 에스테베즈 - 팀 팰런 역
- 로런스 피시번 - 에드워드 로빈슨 역
- 데이브 프론시스 - 로버트 F. 케네디 역
- 제리든 프라이 - 에설 케네디 역
- 스펜서 개릿 - 데이비드 역
- 브라이언 게러티 - 지미 역
- 헤더 그레이엄 - 앤절라 역
- 앤서니 홉킨스 - 존 케이시 역
- 헬렌 헌트 - 서맨사 스티븐스 역
- 조슈아 잭슨 - 웨이드 버클리 역
- 데이비드 코브잔체프 - 시르한 시르한 역
- 데이비드 크럼홀츠 - 에이전트 필 역
- 애슈턴 쿠처 - 피셔 역
- 샤이아 러버프 - 쿠퍼 역
- 린지 로언 - 다이앤 하우저 역
- 윌리엄 H. 메이시 - 폴 에버스 역
- 스베틀라나 멧키나 - 렌카 야나치코바 역
- 더미 무어 - 버지니아 팰런 역
- 프레디 로드리게스 - 호제이 로하스 역
- 마틴 신 - 잭 스티븐스 역
- 크리스천 슬레이터 - 대릴 티먼스 역
- 샤론 스톤 - 미리엄 에버스 역
- 하코브 바르가스 - 미겔 역
- 메리 엘리자베스 윈스테드 - 수전 테일러 역
- 일라이자 우드 - 윌리엄 에이버리 역

## 우리말 녹음
MBC 성우진
- 박일 - 로버트 F. 케네디(본인 음성/데이브 프론시스)
- 박기량 - 폴(윌리엄 H. 메이시)
- 송도영 - 서맨사(헬렌 헌트)
- 최성우 - 미리엄 에버스(샤론 스톤)
- 기경옥 - 버지니아 팰런(더미 무어) / 렌카(스베틀라나 멧키나)
- 이종혁 - 팀 팰런(에밀리오 에스테베즈) / 피셔(애슈턴 쿠처)
- 황일청 - 존 케이시(앤서니 홉킨스)
- 김태훈 - 넬슨(해리 벨러폰티)
- 김명수 - 잭(마틴 신)
- 최상기 - 미겔(하코브 바르가스)
- 이우신 - 드웨인(닉 캐넌) / 로빈슨(로런스 피시번)
- 황윤걸 - 웨이드(조슈아 잭슨) / 필(데이비드 크럼홀츠)
- 김동현 - 대릴(크리스천 슬레이터)
- 이진홍 - 쿠퍼(샤이아 러버프) / 윌리엄(일라이자 우드)
- 정남 - 앤절라(헤더 그레이엄)
- 김호성 - 시르한 시르한(데이비드 코브잔체프)
- 박선영 - 수전(메리 엘리자베스 윈스테드)
- 고성일 - 지미(브라이언 게러티)
- 김두희 - 호제이(프레디 로드리게스)
- 유상우 - 다이앤(린지 로언) / 앤절라의 친구(조이 브라이언트)